# Homotal·lisme i heterotal·lisme
Homotàl·lic i heterotàl·lic són termes fets servir per classificar la reproducció sexual d'alguns fongs i organismes semblants. Quan els fongs fan la reproducció sexual, la fecundació es pot donar amb un únic mateix miceli o tal·lus fúngic que s'autofecunda (homotal·lisme), o entre dos micelis diferents (heterotal·lisme).
Com la reproducció sexual és energèticament costosa i el seu objectiu és generar variabilitat genètica, molts fongs tenen estratègies per assegurar-se que la reproducció és heterotàl·lica, ja que la reproducció homotàl·lica no en generarà. Per exemple hi poden haver micelis masculins i femenins, que només es poden reproduir amb l'altre sexe, o més sovint en fongs simplement diversos tipus de micelis, com micelis + i -, o amb un gen controlant el sistema que té diferents al·lels incompatibles amb ells mateixos (heterotal·lisme multial·lèlic).
Tot i així sí que hi ha fongs que són homotàl·lics. Per exemple en certs fongs on el zigot forma una estructura de resistència, pot ser útil pel fong fer reproducció sexual tot i el cost energètic i no generar variabilitat genètica. Aquests fongs generen variabilitat genètica d'altres maneres, com la parasexualitat.